# Nuovo ponte sul fiume Yalu
Il Nuovo ponte sul fiume Yalu (in cinese: 新鸭绿江大桥; in coreano: 조중압록강다리) è un ponte strallato ad uso stradale attualmente terminato ma in attesa di apertura tra le città di Dandong in Cina e di Sinŭiju in Corea del nord. Una volta aperto, l'opera sostituirà il vecchio Ponte dell'Amicizia sino-coreana, al 2022 l'unico collegamento attivo tra la Corea del Nord e il resto del mondo.

## Descrizione
Si tratta di un ponte strallato la cui lunghezza complessiva si aggira sui 3 km, per una luce massima di circa 300 m. L'opera è stata realizzata qualche chilometro più a valle del ponte rotto sul fiume Yalu e del ponte dell'amicizia sino-coreana, alla periferia meridionale di Dandong. L'opera è costata circa 360 milioni di dollari (2,5 miliardi di yuan), tutti a carico della Cina.

## Storia
La costruzione del ponte è cominciata nel 2011 su forte impulso della Cina per sostituire il vecchio ponte dell'amicizia, ormai vetusto e con stringenti limiti di carico. Lo scopo del nuovo ponte è proprio quello di migliorare e intensificare le relazioni economiche tra i due Paesi, creando attorno al nuovo ponte una zona di libero scambio con industrie, alberghi e altre attività. Secondo le stime di progetto, attraverso il ponte dovrebbe transitare il 60% dell'interscambio commerciale tra i due Paesi. La costruzione del ponte trovò favorevoli sia il leader cinese del tempo Wen Jiabao che il presidente nord coreano Kim Jong-il.

### Costruzione
I lavori di costruzione del ponte e delle rampe d'accesso sul versante cinese si sono svolti rapidamente, tanto che nel 2014 l'opera era praticamente completata. Tuttavia nel frattempo la realizzazione delle opere accessorie sul versante nordcoreano non era ancora cominciata: di fatto il ponte terminava in mezzo ai campi risultando così inutilizzabile. Inoltre, secondo vari analisti, il nuovo presidente nordcoreano Kim Jong Un non considera più l'opera prioritaria come suo padre. Nel 2017 la Corea del Nord ha chiesto alla Cina di finanziare e costruire anche le opere accessorie del ponte sul suo territorio. Dopo una serie di esitazioni, nel 2019 il presidente cinese Xi Jinping ha acconsentito a farsi carico del completamento dell'opera. I lavori, partiti nel settembre 2019, hanno tuttavia subito una serie di ritardi a causa della pandemia di COVID-19. A ottobre 2021, i lavori dovrebbero essere terminati anche sul versante nordcoreano; l'apertura al traffico avverrà non appena la Corea del Nord riprenderà il suo commercio con l'estero. La complessa storia dietro all'apertura del ponte rappresenta così le difficili relazioni economiche e gli squilibri che ancora intercorrono tra Cina e Corea del Nord, tra le due rive del fiume Yalu.